# Муфтюга
Муфтюга (коми Мукты) — деревня в Удорском районе Республики Коми РФ, в составе сельского поселения Чупрово.

## География
Расположена на правом берегу реки Вашка на расстоянии примерно 130 км на северо-запад от районного центра села Кослан.

## История
Известна с 1658 года. В 1678 году здесь (Меньшая Мантюга) было 2 жилых двора, в 1719 — 4, в 1859 (Мугтюгская Малая) 13 дворов и 44 жителя, в 1918 94 и 494, в 1926—102 и 468. В 1970—341 житель; в 1979—288, в 1989—278, в 1995—237 жителей в 90 хозяйствах.

## Население
Постоянное население составляло 189 человека (коми 96 %) в 2002 году, 99 в 2010.